# Ornebius tuberculatus
Ornebius tuberculatus är en insektsart som beskrevs av Sigfrid Ingrisch 2006. Ornebius tuberculatus ingår i släktet Ornebius och familjen Mogoplistidae. Inga underarter finns listade i Catalogue of Life.